# ريكس نوريس
ريكس نوريس (بالإنجليزية: Rex Norris)‏ هو مدرب رياضي أمريكي، ولد في 10 ديسمبر 1939 في تيبتون في الولايات المتحدة.